# Pavle Radinović
Pavle Radinović, uneori Radenović,[a] (fl. 1381 - d. 1415), din familia nobiliară Radinović-Pavlović, a fost unul dintre cei mai puternici magnați din Regatul Bosniei în timpul domniei regilor Tvrtko I (1377– 1391), Dabiša (1391–1395), Jelena Gruba (1395–1398), Ostoja (1398–1404), Tvrtko al II-lea (1404-1409) și din nou Ostoja (1409–1418). El a deținut inițial posesiuni în estul Bosniei, în jurul râului Prača, între Krivaja, Drina și Lim, și a avut reședința în castelele Borač și Pavlovac, între Prača și Rogatica. El a fost proprietarul unor mine din Olovo și Fojnica.

## Tinerețe
Tatăl său a fost Radin[a] Jablanić (fl. 1380 - d. 1397), care avea posesiuni în Krivaja și în jurul râului Prača. Sora sau ruda sa apropiată a fost regina bosniacă Kujava Radinović, a doua soție a regelui Stjepan Ostoja și mama regelui Stjepan Ostojić. El a fost crescut la curtea regală bosniacă.

## Serviciu și vasalitate

### Domnia lui Tvrtko I
Scribul său era Radosav Milosalić, menționat în carta nobiliară a lui Pavle (25 martie 1387).

### Domnia lui Dabiša
După moartea lui Tvrtko, Pavle și-a extins foarte mult domeniul nobiliar și a stăpânit, pe lângă teritoriul ereditar din jurul râurilor Krivaja și Prača, orașul Borač de lângă Vlasenica, târgul Prača și mina Olovo.
În 1392 Radič Sanković și fratele său, Beljak, au încercat să-l vândă zona Konavle Republicii Ragusa. În același an, pe 15 mai, Radič a emis o cartă negustorilor raguzani prin care le oferea permisiunea de a face comerț pe teritoriile sale. Cu toate acestea, regele sau nobilimea au convocat o ședință a sfatului regal care a votat împotriva vânzării; Vlatko Vuković și Pavle Radenović au fost trimiși cu oaste împotriva lui Radič în decembrie 1391 după ce au primit binecuvântările sfatului. Cei doi l-au capturat pe Radič și au ocupat zona Konavle, împărțind-o între ei, în ciuda protestelor Republicii Ragusa. Stăpânirea zonei Konavle însemna că Pavle administra mai multe posturi vamale, dintre care unul (Konavljanske Ledenice) era deținut în comun cu Vlatko. Vuković a murit la scurt timp după aceasta și i-a succedat nepotul său, Sandalj Hranić, care a continuat să lupte împotriva lui Radič.
Când Ștefan Dabiša (1391–1395) a murit în septembrie 1395, ar fi trebuit să-i succeadă regele Sigismund al Ungariei, soțul verișoarei sale, regina Maria, pe care monarhul bosniac îl desemnase ca succesor. Maria, cu toate acestea, murise în mai 1395, înaintea lui Dabiša. Nobilimea bosniacă a refuzat să-l recunoască pe Sigismund ca rege, întrucât dreptul său de succesiune în calitate de soț al Mariei încetase odată cu moartea soției sale. În schimb, nobilimea a ales-o pe Jelena Gruba, văduva lui Dabiša și membră a familiei Nikolić, ca succesoare a soțului ei.

### Domnia Jelenei Gruba
În 1397 carta lui Pavle Radinović a asigurat comerțul liber și protecția ragusanilor pe domeniile sale, pentru care a devenit cetățean de onoare al orașului Ragusa. În politica externă, el, la fel ca și ceilalți magnați ai Regatului Bosniei, l-a sprijinit pe Ladislau de Napoli în lupta sa de a câștiga coroana Ungariei de la Sigismund de Luxemburg.
Pavle și alți magnați bosniaci, printre care Hrvoje Vukčić (? -1416) și Sandalj Hranić, au fost de jure supuși ai reginei Jelena Gruba, dar au fost de facto conducători ai regatului.

### Prima domnie a lui Ostoja
Pavle a susținut hotărârea sfatului regal de încoronare ca rege a lui Ostoja în 1398. Pe la sfârșitul secolului al XIV-lea, el mai deținea domeniul Trebinje, župa (județul) Vrm cu orașul Klobuk și jumătate din domeniul Konavle cu orașul Cavtat.
La 22 aprilie 1404 Ostoja a emis Republicii Veneția o cartă regală de comerț; curtea sa regală era compusă în acea vreme din knez Pavle, vojvoda Vukmir Jurjević, vojvoda Pavle Klešić, vojvoda Radič Sanković și knez Radoje Radosalić. Din „triumviratul magnaților” care stăpânea Bosnia, singurul care l-a mai susținut pe Ostoja a fost doar Pavle. Hranić l-a capturat și i-a scos ochii lui Radič, pe care l-a ținut în închisoare până la moartea sa în 1404. Regiunea Nevesinje până la coasta dalmatică a fost ocupată de Hranić. Ostoja a fost detronat în 1404, iar Tvrtko al II-lea a fost încoronat ca noul rege al Bosniei.

### Domnia lui Tvrtko al II-lea
După renunțarea lui Ladislau de la Napoli și vânzarea drepturilor sale asupra Dalmației către Republica Veneția în 1409, mai mulți nobili s-au aliat cu Sigismund și au complotat pentru detronarea lui Tvrtko al II-lea, care îl sprijinise pe Ladislau, și au reușit să-i restituie tronul pretendentului lui Sigismund, Ostoja. Hranić s-a aliat și el cu împăratul Sigismund la jumătatea anului 1411 și a decis să stabilească legături mai strânse cu importantul aliat al lui Sigismund, Stefan Lazarević, căsătorindu-se cu sora acestuia din urmă, Jelena (care era mama lui Balša al III-lea, conducătorul Principatului Zeta, și rămăsese văduvă), după ce a divorțat în decembrie 1411 de Katarina, nepoata lui Hrvoje.
Pavle l-a numit pe cneazul Brailo Tezalović ca protovestijar (vistiernic) al lui, cândva prin 1411. El a fost gata să vândă ragusanilor partea sa din domeniul Konavle în 1414, dar această înțelegere nu s-a finalizat niciodată.

### A doua domnie a lui Ostoja

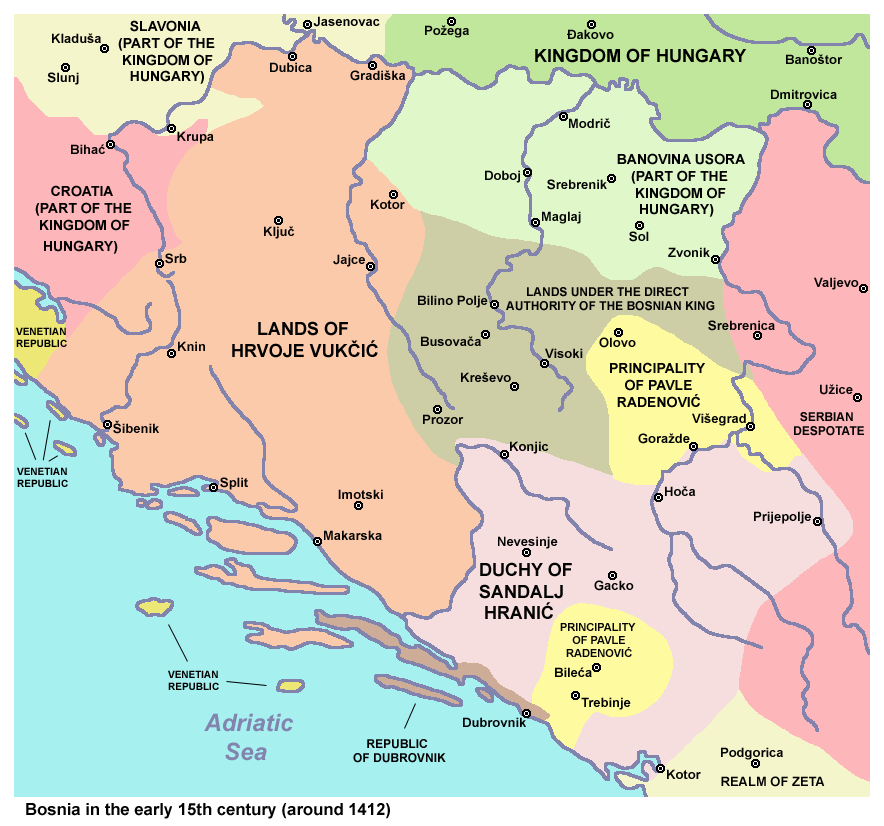
Harta politică, cca. 1412.

O conspirație împotriva lui Pavle a fost pusă la cale la adunarea nobiliară (stanak) organizată la Sutjeska în august 1415 și la care au participat toți nobilii seniori, cu excepția lui Hrvoje. La sfârșitul lunii, în timpul unei plimbări la curtea regală, a izbucnit un conflict între Sandalj și Pavle. Sandalj și oamenii săi, cărora li s-a alăturat Vukmir Zlatonosović, au scos săbiile și l-au capturat pe fiul lui Pavle, Petar. Pavle a fugit, dar a fost prins și decapitat. Un slujitor al lui Pavle a supraviețuit, deoarece s-a refugiat într-o clădire a călugărilor franciscani; el a transportat ulterior cadavrul lui Pavle la moșia sa din Vrhbosna. Petar urma să fie orbit, dar această acțiune nu a mai avut loc, din anumite motive. Moșiile lui Pavle au fost împărțite prompt de conspiratori. Sandalj a justificat crima, acuzându-l pe Pavle că a adus multă nenorocire în Regatul Bosniei.

## Familie
- Petar I Pavlović (d. martie 1420), duce (vojvoda), a căzut în lupta cu trupele otomane ale lui Sandalj
- Radislav Pavlović (fl. 1420 - d. 1441), mare duce al Bosniei (din 1441), cneaz (knez) și duce (vojvoda), i-a succedat fiul său, Ivaniš (1441-1450)

## Notă explicativă
1. ^ Nume: Numele său este uneori scris Radenović (în sârbă Раденовић) și alteori Radinović, care este un patronim de la numele tatălui său, Raden sau Radin (Jablanić). Același lucru este valabil și pentru fiul său Radoslav sau Radislav (Pavlović). Autori diferiți folosesc o ortografie diferită: astfel, autorii din Bosnia și Herțegovina și Croația folosesc în majoritatea cazurilor varianta Radin-Radinović-Radislav a acestor nume, cum este cazul, de exemplu, al unuia dintre cei mai importanți istorici medievaliști bosniaci Marko Vego,[13] al cărții Veliki vojvoda bosanski Sandalj Hranić Kosača a lui Esad Kurtović[14] care la referința 60 de la pagina 23 menționează carta medievală a lui Radinović („Primjera radi, knez Pavle Radinović naveden je ispravno: „knezj Pavalj Radinović jzj bratiomj”; „Comes Paulus Radinović cum fratribus”, Šurmin, Hrvatski spomenici, 97; Klaić, Povelja, 61.”); în schimb, autorii din Serbia, precum Jovan Radonić, folosesc varianta Raden-Radenović-Radoslav, iar uneori varianta Radosav. Autorii din afara spațiului lingvistic al limbii sârbocroate folosesc oricare din aceste variante într-un mod nediscriminatoriu; astfel, John Fine folosește forma Paul (Pavle) Radenović,[15] în timp ce, de exemplu, Heinrich Renner scrie Paul Radinović în cartea Durch Bosnien und die Herzegovina kreuz und quer (p. 129).[16]